# Верхняя Пишма
Верхняя Пишма (на руски: Верхняя Пышма) е град в Свердловска област, Русия. Населението на града към 1 януари 2018 година е 70 160 души.

## История
Селището е основано през 1854 година, през 1946 година получава статут на град. До 1946 година носи името Медни рудник.